# 樟樹頭
樟樹頭（英語：Cheung Shue Tau）是香港新界青衣島北部的一個地方，位於担杆山以北、長安邨以西。該處的海邊現時主要是船廠的用地。
樟樹頭曾有一個小規模礦場開採石英礦脈。

## 主要建築

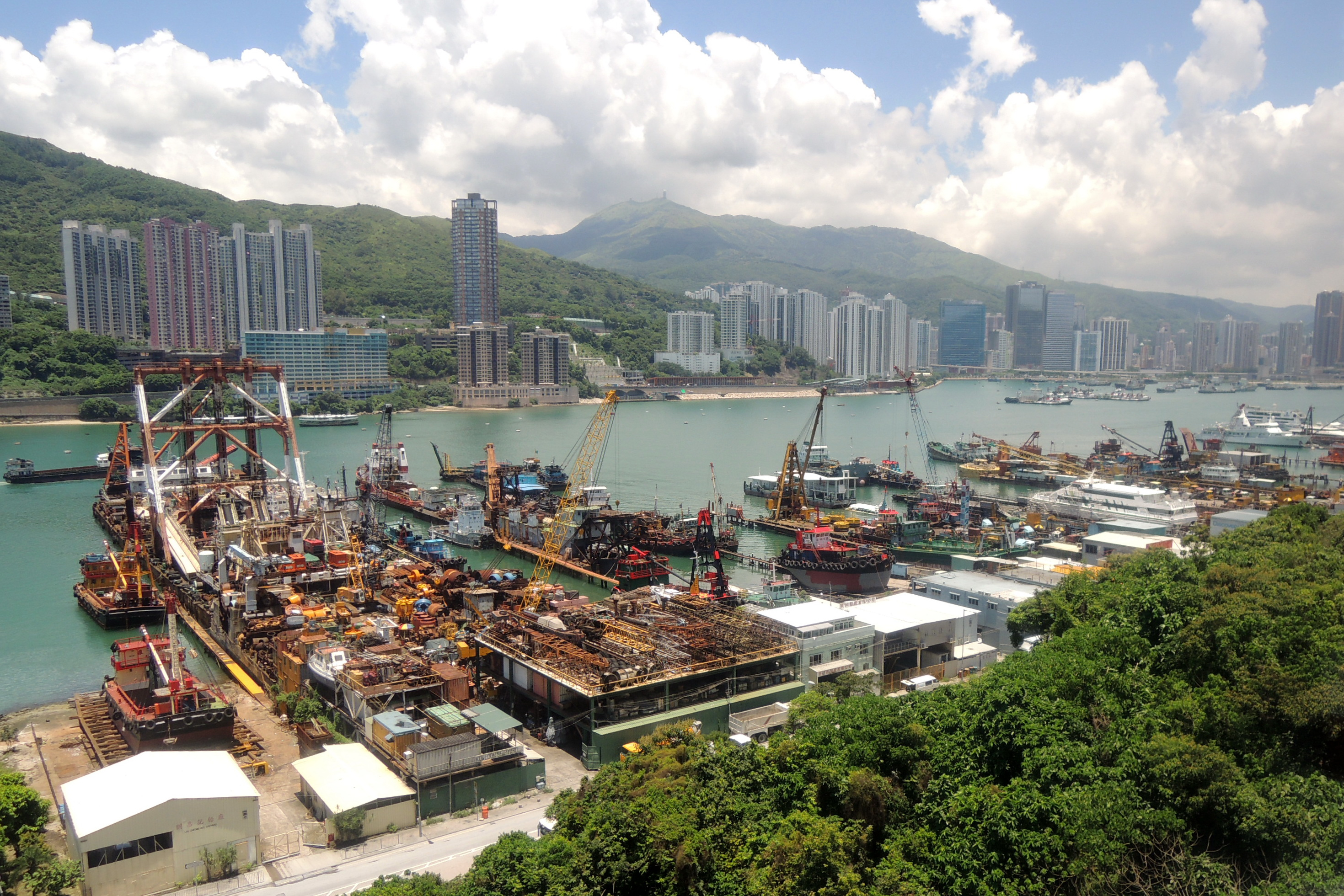
香港船廠

- 香港船廠
- 香港水泥廠
- 愉景灣航運維修中心
- 恒高工程有限公司
- 振興船廠有限公司

## 交通
- 主要道路：担杆山路、青衣北岸公路